# 藤野貞義
藤野 貞義（ふじの さだよし、1949年3月9日 - ）は、日本のアニメーション音響監督。クルーズ所属。
サンライズ、日本アニメーション作品の多くを手がけた。
女優、声優の藤井佳代子は元妻。

## 参加作品

### テレビアニメ

#### サンライズ作品
- 聖戦士ダンバイン（音響監督）
- 機甲戦記ドラグナー（音響）
- 獣戦士ガルキーバ（音響監督）
- 新世紀GPXサイバーフォーミュラ（音響）
- 魔動王グランゾート（音響監督）
- 機動戦士Ζガンダム（音響監督）
- 機動戦士ガンダムΖΖ（音響監督）
- 重戦機エルガイム（音響監督）
- 戦闘メカ ザブングル（録音監督）
- 獣神ライガー（音響）
- 魔神英雄伝ワタル（音響監督）
- 魔神英雄伝ワタル2（音響監督）
- 超魔神英雄伝ワタル（音響監督）
- ベターマン（音響）
- アルジェントソーマ（音響監督）
- Witch Hunter ROBIN（音響監督）
- 激闘!クラッシュギアTURBO（音響監督）
- クラッシュギアNitro（音響監督）
- 出撃!マシンロボレスキュー（音響監督）
- 陰陽大戦記（音響監督）
- GEAR戦士電童（音響監督）
- 勇者王ガオガイガーFINAL
GRAND GLORIOUS GATHERING（音響監督）※千葉耕市と連名
- 機動戦士ガンダムSEED DESTINY（音響監督）
- 幕末機関説 いろはにほへと（音響監督）
- バトルスピリッツ 少年突破バシン（音響監督）
- バトルスピリッツ 少年激覇ダン（音響監督）
- SDガンダム三国伝 Brave Battle Warriors（音響監督）
- バトルスピリッツ ブレイヴ（音響監督）
- バトルスピリッツ 覇王（音響監督）
- 機動戦士ガンダムAGE（音響監督）
- バトルスピリッツ ソードアイズ（音響監督）
- 最強銀河 究極ゼロ 〜バトルスピリッツ〜（音響監督）
- バトルスピリッツ 烈火魂（音響監督）
- バトルスピリッツ ダブルドライブ（音響監督）
- SDガンダムワールド ヒーローズ（音響監督）

#### 日本アニメーション作品
- アニメ80日間世界一周（録音監督）
- はいからさんが通る（録音監督）
- 私のあしながおじさん（音響監督）
- 若草物語ナンとジョー先生（音響監督）
- ロミオの青い空（音響監督）
- 大草原の小さな天使 ブッシュベイビー（音響監督）
- 七つの海のティコ（音響監督）
- トラップ一家物語（音響監督[1]）
- 家なき子レミ（音響監督）
- 名犬ラッシー（音響監督）
- 中華一番!（音響監督）
- グリム名作劇場（録音監督）
- 新グリム名作劇場（録音監督）
- みかん絵日記（音響監督）
- ミームいろいろ夢の旅（録音監督）
- こぐまのミーシャ（録音監督）
- ブロッカー軍団IVマシーンブラスター（録音ディレクター）
- 宇宙船サジタリウス（録音監督）
- 若草のシャルロット（録音監督）
- 花さか天使テンテンくん（音響監督）
- リタとナントカ（音響監督）
- それいけ!ズッコケ三人組

#### その他
- 星の子チョビン（制作担当）
- Xボンバー（オーディオディレクター）※実写特撮作品
- 愛の戦士レインボーマン（音響監督）
- ラブ・ポジション ハレー伝説（音響監督）
- コスモス・ピンクショック（音響監督）
- 機動戦士ガンダム0080 ポケットの中の戦争（音響監督）
- 新世紀GPXサイバーフォーミュラ11（音響監督）
- 新世紀GPXサイバーフォーミュラZERO（音響監督）
- 新世紀GPXサイバーフォーミュラEARLYDAYS RENEWAL（音響監督）
- 新世紀GPXサイバーフォーミュラSAGA（音響監督）
- 新世紀GPXサイバーフォーミュラSIN（音響監督）
- ジバクくん（音響監督）
- 装甲巨神Zナイト（音響監督）
- ロスト・ユニバース（音響監督）
- 楽しいウイロータウン（音響監督）
- 鬼神童子ZENKI（音響監督）
- スレイヤーズ（音響監督）
- スレイヤーズNEXT（音響監督）
- スレイヤーズTRY（音響監督）
- 無敵王トライゼノン（音響監督）
- ファーブル先生は名探偵（音響監督）
- フォーチュンクエストL（音響監督）
- ゴクドーくん漫遊記（音響監督）
- ハックルベリー・フィン物語（音響監督）
- あした天気になあれ（オーディオディレクター）
- RAVE（音響監督）
- 完全勝利ダイテイオー（音響監督）
- 機動戦士ガンダム MS IGLOO（音響監督)
- 機動戦士ガンダムSEED C.E.73 STARGAZER（音響監督)
- 機動戦士ガンダムSEED DESTINY スペシャルエディション 砕かれた世界（音響監督）
- 機動戦士ガンダムSEED DESTINY スペシャルエディションII それぞれの剣（音響監督）
- 機動戦士ガンダムSEED DESTINY スペシャルエディションIII 運命の業火（音響監督）
- 機動戦士ガンダムSEED DESTINY スペシャルエディションIIII 自由の代償（音響監督）
- MOONLIGHT MILE（音響監督）
- 模型戦士ガンプラビルダーズ ビギニングG（音響監督）
- 機動戦士ガンダムSEED HDリマスター（音響監督）
- 機動戦士ガンダムSEED DESTINY HDリマスター（音響監督）
- 機動戦士ガンダムAGE MEMORY OF EDEN（音響監督）
- 機動戦士ガンダム THE ORIGIN（音響監督）
- BAKUMATSU（音響監督）
- BAKUMATSUクライシス（音響監督）
- 魔神創造伝ワタル（音響監督[2]）

### 劇場アニメ
- クラッシャージョウ
- ザブングルグラフィティ
- 超人ロック
- 翔べ!ペガサス 心のゴールにシュート
- MEMORIES
- ドラゴンクエスト列伝 ロトの紋章
- フランダースの犬
- 母を訪ねて三千里
- 激闘!クラッシュギアTURBO カイザーバーンの挑戦!
- 機動戦士ガンダム 逆襲のシャア
- 機動戦士ガンダムF91
- 機動戦士Ζガンダム A New Translation -星を継ぐ者-
- 機動戦士ΖガンダムII A New Translation -恋人たち-
- 機動戦士ΖガンダムIII A New Translation -星の鼓動は愛-
- 機動戦士ガンダム ククルス・ドアンの島
- 機動戦士ガンダムSEED FREEDOM[3][4]

### Webアニメ
- ブラック・ジャック（音響監督）
- ガイアゲッターアークン（音響演出）
- 機動戦士ガンダム Twilight AXIS（音響監督）
- バトルスピリッツ サーガブレイヴ（音響監督）
- 魔神英雄伝ワタル 七魂の龍神丸（音響監督）
- AURA BATTLER DUNBINE SIDE L（音響監督）